# 3489 Lottie
3489 Lottie eller 1983 AT2 är en asteroid i huvudbältet som upptäcktes den 10 januari 1983 av de båda amerikanska astronomerna Kenneth Herkenhoff och Gregory Wayne Ojakangas vid Palomar-observatoriet. Den är uppkallad efter Lottie Soll-Herkenhoff, fru till en av upptäckarna.
Asteroiden har en diameter på ungefär 4 kilometer och den tillhör asteroidgruppen Vesta.